# NGC 4938
NGC 4938 é uma galáxia espiral (S) localizada na direcção da constelação de Canes Venatici. Possui uma declinação de +51° 19' 09" e uma ascensão recta de 13 horas, 02 minutos e 57,4 segundos.
A galáxia NGC 4938 foi descoberta em 17 de Fevereiro de 1831 por John Herschel.